# 魏化林村
魏化林村，中华人民共和国山东省济南市章丘市高官寨镇所辖的一个行政村。全行政村人口532户、1971人。耕地面积4249亩。行政区划代码370181114221。